# Войнаровская, Нина Ивановна
Нина Ивановна Войнаро́вская (Си́монова) (25 апреля (по другим данным — 25 августа) 1925, Хабаровский край — 17 октября 2013, Москва) — советская артистка оперетты, певица, заслуженная артистка РСФСР (1961), народная артистка Казахской ССР (1981).

## Биография
Нина Ивановна Симонова родилась в Хабаровском крае 25 апреля 1925 года. 
После окончания студии при Хабаровском театре музыкальной комедии в 1943 году работала в этом театре, сначала как артистка хора, а затем как солистка. 
За тридцать лет работы в Хабаровском театре музыкальной комедии сыграла весь опереточный репертуар субретки как в советских опереттах, так и в классических. Лучшие роли этого периода — Пепита («Вольный ветер» И. Дунаевского), Стасси («Сильва» И. Кальмана), Адель («Летучая мышь» И. Штрауса).
В 1969 году окончила театроведческий факультет ГИТИСа.
В 1973 году вместе с мужем Игорем Войнаровским (1912—2003) участвовала в создании Карагандинского академического театра музыкальной комедии, в котором они стали ведущими актёрами и работали в этом театре до 1998 года. В это период Нина Ивановна перешла на амплуа характерных и комических старух. Прекрасное сочетание вокального и танцевального талантов принесли ей зрительский успех, особенно в таких ролях как мадам Каролина («Принцесса цирка» И. Кальмана), тетя Дина («Севастопольский вальс» К. Листова), княгиня Липерт Воляпюк («Сильва» И. Кальмана).
Преподавала в Карагандинском колледже искусств им. Таттимбета на отделении «Артист музкомедии». Её выпускники работают во многих музыкальных театрах.
С 1998 года — на пенсии.
Скончалась 17 октября 2013 года в Москве на 89-м году жизни. Урна с прахом захоронена в колумбарии Нового Донского кладбища города Москвы.

## Семья
Муж — народный артист РСФСР Игорь Войнаровский (1912—2003).
Сын — оперный певец народный артист России Вячеслав Войнаровский (1946—2020). Внук — актёр Игорь Войнаровский (младший) (род. 1983). Внучка — Анастасия.

## Награды
- Заслуженная артистка РСФСР (1961).
- Народная артистка Казахской ССР (1981).
- Творчество актрисы отмечено несколькими государственными наградами СССР.